# ヤコフ・ミラトビッチ
ヤコフ・ミラトビッチ（モンテネグロ語: Jakov Milatović、モンテネグロ語キリル・アルファベット：Јаков Милатовић、1986年12月7日 - ）は、モンテネグロの政治家、経済学者。同国大統領、ズドラヴコ・クリヴォカピッチ政権下で経済開発大臣を歴任。

## 来歴
ユーゴスラビア連邦共和国チトーグラード（現・ポドゴリツァ）で誕生。曽祖父と祖父はパルチザンの一員として、第一次世界大戦に従軍していた。
ミラトヴィッチは父親が社会主義民主党（DPS）に抗議していたため、官職に就くことに苦労したと語っている。モンテネグロ大学経済学部で経済学の学部課程を修了した他にオーストリアやアメリカで研修コースを受講し、ローマ・ラ・サピエンツァ大学のフェローとして在学した経験も持つ。セント・ジョンズ・カレッジの経済学の修士を取得した。ミラトビッチはドイツ銀行（フランクフルト）で勤務経験がある他、2014年に欧州復興開発銀行の経済・政治分析チームメンバーに選出されている。2019年にルーマニア、ブルガリア、クロアチア、スロベニアを含むEU諸国の首席エコノミストに昇進し、ブカレストの当銀行事務所に拠点を置いた。

### 政界進出
2020年、経済開発大臣に選出された。ズドラヴコ・クリヴォカピッチ内閣で共に勤務していたミロイコ・スパイッチ財務大臣（当時）と共に「ヨーロッパ・ナウ!」経済改革プログラムを発表したが、国内で物議を醸した。ズドラヴコ・クリヴォカピッチ内閣解散後に、財務大臣であったスパジッチと共にヨーロッパ・ナウを設立。スパジッチは党首、ミラトビッチは副党首に就任した。2022年の地方選挙に参加し、ミラトビッチがポドゴリツァ市長候補としてポドゴリツァの組織選挙人リストの先頭に立った。しかし、ミラトビッチは市長に立候補せず、ヨーロッパ・ナウ!所属のオリベラ・インジャックが女性初のポドゴリツァ市長となった。
スパジッチがセルビアとモンテネグロの二重国籍であることが判明し州選挙管理委員会（DIK）によって立候補が拒否された後、2023年3月、ミラトヴィッチ氏は2023年のモンテネグロ大統領選挙にヨーロッパ・ナウ!の後任候補として立候補した。2023年3月19日に執行された大統領選挙の第1回目投票では得票率29.2％で1位となり、1位のミロ・ジュカノヴィチ大統領（35.2％）とともに決選投票に進んだが、4月2日の投開票の結果は得票率58.9％を獲得したミラトビッチが41.1％のジュカノヴィチ大統領を破り、大統領に当選。大統領就任に伴い、教皇フランシスコから祝福のメッセージを受け取った。当選後の公約として反腐敗や生活水準の引き上げ、EUとの関係強化などを掲げた。

### 外交政策
彼はモンテネグロのEUへの加盟を支持。さらに2022年ロシアのウクライナ侵攻を侵略行為とみなしているため、ロシアを非難している。ミラトビッチはコソボの独立承認を取り消すモンテネグロの提案は非現実的であるとし、コソボは国際的に認められた国であると述べた。

### 私生活
妻のミレナ・ミラトビッチとの間に3人の子供を儲けた。ミラトビッチはセルビア正教会のクリスチャンであり、オストログ修道院で洗礼を受けた。